# 乾吉佑
乾 吉佑（いぬい よしすけ、1943年 - 2023年9月7日）は、日本の臨床心理士、精神分析家。専修大学名誉教授。

## 略歴
東京都出身。1966年上智大学理工学部生物化学科卒業。1969年早稲田大学第二文学部心理学科卒業。1966年より慶應義塾大学医学部精神科入局。武田病院、明治大学学生相談室、赤坂アイ心理臨床センターなどをへて、1997年より専修大学文学部心理学科教授。日本臨床心理士会副会長。国際精神分析学会準会員。
2023年9月7日、80歳で死去。

## 著書
- 『出会いと心理臨床 医療心理学実践の手引き』2007 金剛出版
- 『こころのつき合い方』1994 廣済堂出版
- 『医療心理臨床』『開業心理臨床』『産業心理臨床』1993 星和書店 共編
- 『心理療法ハンドブック』2005 創元社 共編
- 『臨床心理士になるには』2004 ぺりかん社 編
- 『心理療法がうまくいくための工夫』2009 金剛出版 共編 他多数